# Tegea
Tegea (gr. Τεγέα) – jedno z najstarszych i najpotężniejszych miast w starożytnej Grecji w Arkadii. Wzmiankowane w katalogu okrętów w Iliadzie. Obecnie, pozostałości polis leżą 10 km na południowy wschód od miasta Tripolis, na terenie wsi Alea. Na terenie starożytnego miasta znajdowało się sanktuarium Demeter i Persefony oraz świątynia Ateny Alea, która była ważnym centrum religijnym w starożytnej Grecji oraz słynnym azylem dla zbiegów. Pierwotna świątynia spłonęła w 394 p.n.e., odbudowana została według projektu Skopasa.

## Historia
Ok. 560 p.n.e., po długim okresie walk o dominację w Arkadii, Tegea została pokonana przez Spartę. W 370 p.n.e. została otoczona murami obronnymi, a w 362 p.n.e. wraz z innymi poleis, które zawiązały Ligę Arkadyjską, wystąpiła przeciw Sparcie. Efektem kilkakrotnych starć było utwierdzenie hegemonii Sparty.
W 395 r. n.e. miasto zostało zniszczone przez Gotów, a następnie odbudowane pod nową nazwą Nikli, stając się ważnym bizantyjskim ośrodkiem na Peloponezie.